# Lendas do folclore brasileiro
As lendas e mitos do folclore brasileiro possuem origem na mitologia dos indígenas nativos, em conjunto com os mitos trazidos da Europa pelos portugueses e da África pelos negros.
A mescla de diferentes culturas permitiram produzir mitos únicos, mas também é possível observar diversos elementos comuns com mitos de outros povos.
No início do século XIX, as artes brasileiras estão passando pelo Romantismo e muitas das lendas brasileiras passam a ser representadas em poemas, livros e pinturas devido ao movimento nacionalista ocorrido neste período e é neste momento que o autor Monteiro Lobato publica sua obra infantil, a coleção do Sítio do Pica-pau Amarelo, na qual são apresentadas algumas das lendas brasileiras.

## Origem indígena

### Boitatá
O boitatá figurou em relatos do padre jesuíta José de Anchieta, em 1560, como uma lenda indígena que descreve uma cobra de fogo de olhos enormes ou flamejantes.
Para os índios ele é "Mbaê-Tata", ou Coisa de Fogo, e mora no fundo dos rios. A narrativa varia muito de região para região. Único sobrevivente de um grande dilúvio que cobriu a terra, o Boitatá escapou entrando num buraco e lá ficando, no escuro, motivo pelo qual seus olhos cresceram.
Outros dizem que é a alma de um malvado, que vai incendiando o mato à medida que passa.  Por outro lado, em certos locais ele protege a floresta dos incêndios. Algumas vezes persegue os viajantes noturnos, ou é visto como um facho cintilante de fogo correndo de um lado para outro da mata.
A versão que predominou foi a do Rio Grande do Sul. Nessa Região, reza a Lenda que houve um período de noite sem fim nas Matas. Além da escuridão, houve uma enorme enchente causada por chuvas torrenciais. Assustados, os animais correram para um ponto mais elevado a fim de se protegerem. A Boiguaçu, uma Cobra que vivia numa gruta escura, acorda com a inundação e, faminta, decide sair em busca de alimento, com a vantagem de ser o único bicho acostumado a enxergar na escuridão. Decide comer a parte que mais lhe apetecia, os olhos dos animais e de tanto comê-los vai ficando toda luminosa, cheia de luz de todos esses olhos. O seu corpo transforma-se em ajuntadas pupilas rutilantes, bola de chamas, clarão vivo, Boitatá, Cobra de fogo. Ao mesmo tempo a alimentação farta deixa a Boiguaçu muito fraca. Ela morre e reaparece nas Matas serpenteando luminosa. Quem encontra esse ser fantástico nas campinas pode ficar cego, morrer e até enlouquecer. Assim, para evitar o desastre os Homens acreditam que têm que ficar parados, sem respirar e de olhos bem fechados. A tentativa de escapar da Cobra apresenta riscos porque o ente pode imaginar que a fuga é de alguém que ateou fogo nas Matas. No Rio Grande do Sul, acredita-se que o "Boitatá" é o protetor das Matas e das campinas. A verdade é que a ideia de uma cobra luminosa, protetora de campinas e dos campos aparece frequentemente na Literatura, sobretudo nas narrativas do Rio Grande do Sul.
O Boitatá pode ser uma explicação mágica para o fogo-fátuo.

### Cobra-grande ou Boiuna
A boiuna, ou cobra-grande, é um mito amazônico de origem ameríndia.
Serpente lendária da Região Norte, que mora entre as rochas dos rios e lagoas, de onde sai para afundar barcos. Quando ela sai das rochas, troveja, lança raios e faz chover. Também pode imitar as formas das embarcações, atraindo náufragos para o fundo do rio.
Se a chuva é muito forte e ameaçadora de novo dilúvio, toma a forma de arco-íris e serena as águas.
Ainda segundo a lenda, a lua é a cabeça da serpente, as estrelas são os olhos e o arco-íris é o sangue da cobra-grande.

### Curupira

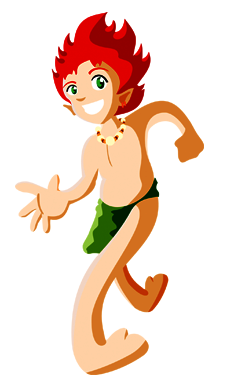
Curupira

O Curupira, Caipora, Caiçara, Caapora, Anhanga ou Pai-do-mato é uma entidade da mitologia tupi-guarani, um protetor das matas e dos animais silvestres.
Representado por um menino de cabelos vermelhos e compridos, e com os pés virados para trás, que fazem se perder aqueles que o perseguem pelos rastros. Monta num porco do mato e castiga todos que desrespeitam a natureza. Quando alguém desaparece nas matas, muitos habitantes do interior acreditam que é obra do curupira.
Os índios, para agradá-lo, deixavam oferendas nas clareiras, como penas, esteiras e cobertores. Também se dizia que uma pessoa deveria levar um rolo de fumo se fosse entrar na mata, para lhe oferecer caso o encontrasse. Sua presença é relatada desde os primeiros tempos da colonização.
Conforme a região ele pode ser uma mulher ou uma criança de uma perna só que anda pulando, ou um homem gigante montado num porco do mato, tendo como acompanhante o cachorro Papa-mel.

### Mapinguari
Mapinguari é um monstro que ainda hoje aterroriza os moradores da floresta na região amazônica. Segundo as descrições, é uma criatura parecida com um macaco, mais alto que um homem, de pelo escuro, com grande focinho que lembra o de um cachorro, garras pontiagudas, uma pele de jacaré, um ou dois olhos e que exala um forte mau cheiro.
Segundo o índio Domingos Parintintin, líder de uma tribo, ele só pode ser morto com uma pancada na cabeça. Mas há grande risco, pois a criatura tem o poder de fazer a vítima ficar tonta e"ver o dia virar noite".
David Oren, ex-diretor de pesquisa no Museu Paraense Emílio Goeldi, afirma que a lenda do Mapinguari é uma reminiscência de possíveis contatos de homens primitivos com as últimas preguiças gigantes que viveram na região.
A persistência de relatos recentes de avistamento levou a cientistas organizarem expedições à região, que não resultaram, contudo, em encontro com ou identificação do animal.

## Origem europeia

### Corpo-seco
O corpo-seco trata-se de um homem muito cruel, que surrava a própria mãe. Ao morrer, foi rejeitado por Deus e o Diabo. Não foi enterrado, porque a própria terra, enojada, vomitou seu corpo.
Assim, perambula por aí, com o corpo todo podre, ainda cheio de ódio no coração, fazendo mal a todos os que cruzam o seu caminho.
Há relatos desta lenda nos estados de São Paulo, Paraná, Amazonas, Minas Gerais e na região Centro-Oeste.

### Lobisomem

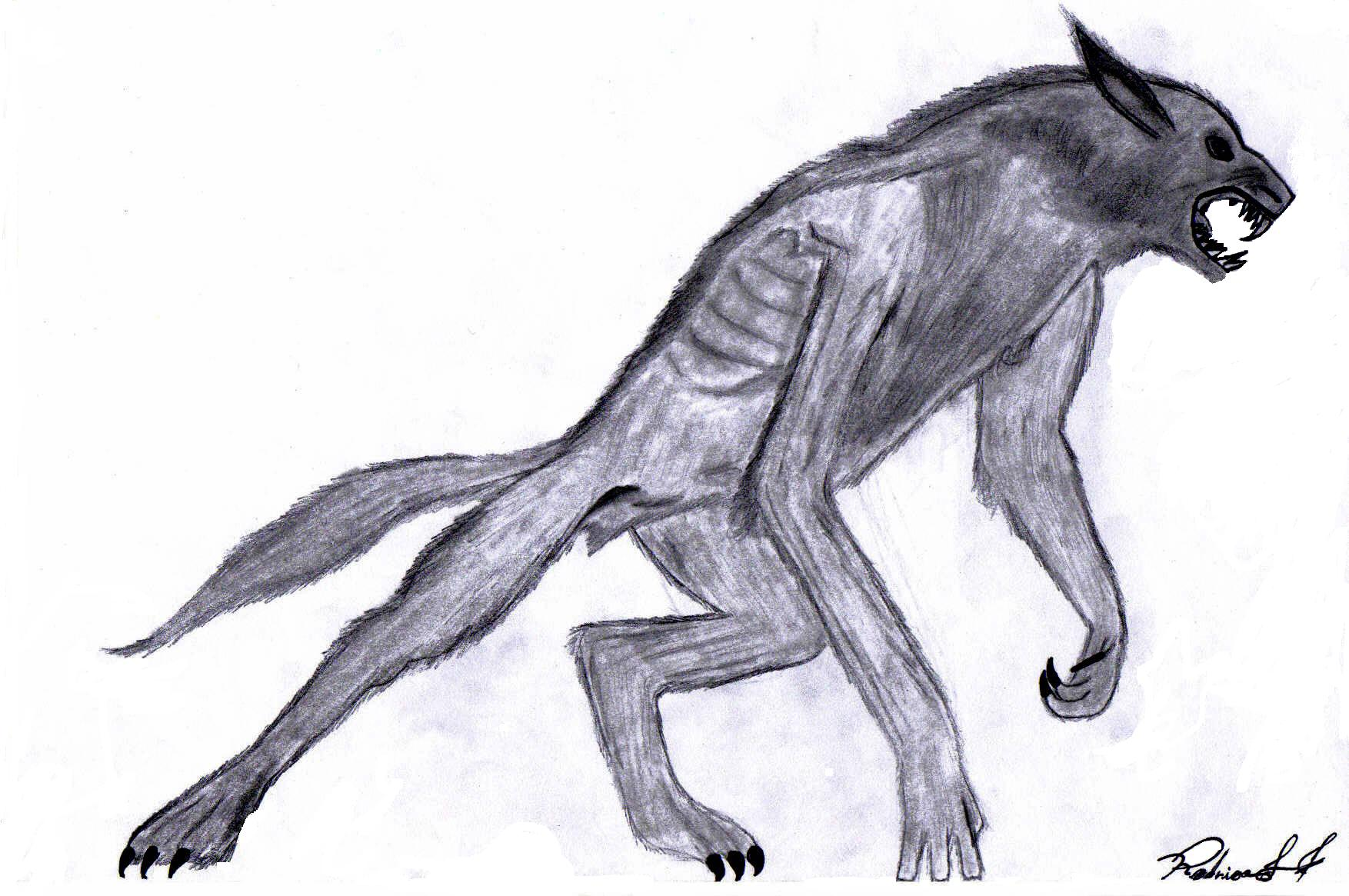
Lobisomem

O lobisomem é uma lenda que aparece em várias regiões do mundo, falando da desgraça de um homem que tem sua natureza humana fundida com a de um lobo periodicamente, sob influência da Lua cheia. Nesta condição ele é uma criatura feroz que ataca pessoas.
Ele pode ser o resultado de um pacto de alguém com as forças do mal, ou nasceu na condição de sétimo filho homem de seus pais.

### Mula sem cabeça
Mula sem cabeça é uma lenda hispânico-portuguesa, cuja versão mais corrente é a de uma mulher, virgem ou não, que dormiu com um padre, pelo que sofre a maldição de se transformar nesse monstro em cada passagem de quinta para sexta-feira, numa encruzilhada.
Outra versão fala que se nascesse uma criança desse amor proibido, e fosse menina, viraria uma mula sem cabeça; se menino, seria um lobisomem.
A Mula percorre sete povoados naquela noite de transformação, e se encontrar alguém chupa seus olhos, unhas e dedos.
Apesar do nome, a Mula sem cabeça, de acordo com quem já a "viu", aparece como um animal completo, que lança fogo pelas narinas e boca, onde tem freios de ferro. Às vezes, vista de longe, parece chorar um choro humano e pungente.
Se alguém lhe tirar os freios o encanto se quebra; também basta que se lhe inflija qualquer ferimento, desde que verta pelo menos uma gota sangue.

### Vitória-régia
A vitória-régia é uma lenda de origem tupi-guarani, contando que, no começo do mundo, toda vez que a Lua se escondia no horizonte ia folgar com suas virgens prediletas. Se a Lua gostava de uma jovem, a transformava em uma estrela. Naiá, filha de um chefe e princesa da tribo, ficou impressionada com a história. Quando todos dormiam e a Lua andava pelo céu, Naiá subia as colinas e perseguia a Lua na esperança que esta a visse e a transformasse em estrela. Fez isso por longo tempo, e chorava porque a Lua não a notava. Certa noite, em prantos à beira de um lago, Naiá viu refletida nas águas a imagem da Lua. Pensado que ela, enfim viera buscá-la, Naiá atirou-se nas águas e nunca mais foi vista. Compadecida, a Lua resolveu transformá-la em uma estrela diferente, a "Estrela das Águas", a planta vitória régia, cujas flores brancas e perfumadas só abrem à noite, e ao nascer do sol ficam rosadas.

### Saci-pererê

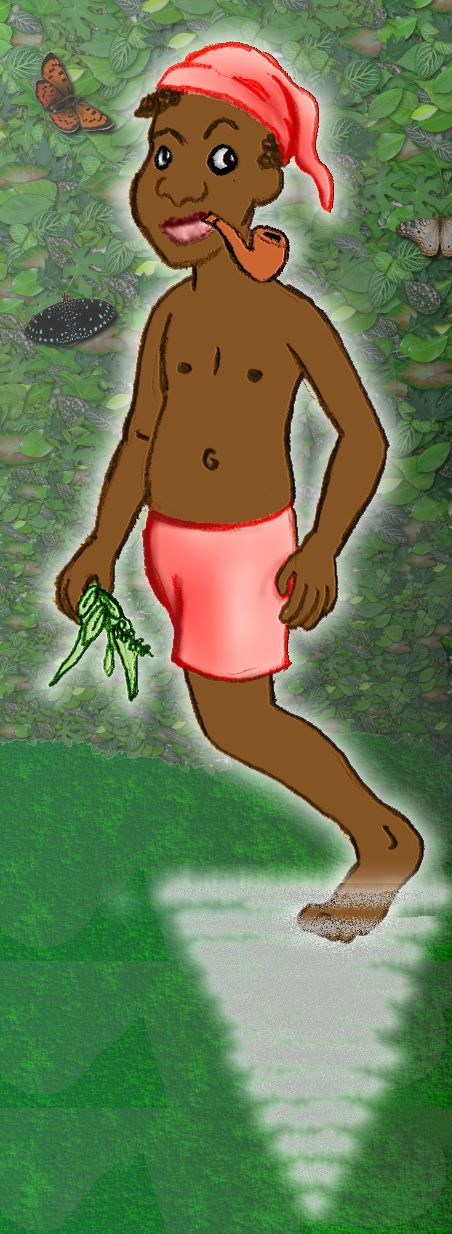
Saci-pererê

Provável importação portuguesa, o saci-pererê foi relatado primeiramente na região Sudeste, no século XIX. É um menino negro de uma perna só, e, conforme a região, é um ser maligno, benfazejo ou simplesmente brincalhão.
Está sempre com seu cachimbo, e com um gorro vermelho que lhe dá poderes mágicos. Vive aprontando travessuras e se diverte muito com isso. Adora espantar cavalos, queimar comida e acordar pessoas com gargalhadas.
A lenda também diz que o Saci manifesta-se como um redemoinho de vento e folhas secas, e pode ser capturado se lançarmos uma peneira ou um rosário sobre o redemoinho.
Se alguém tomar-lhe a carapuça, tem um desejo atendido. Se alguém for perseguido por ele, deve jogar cordões enozados em seu caminho, pois ele vai parar para desatar os nós, permitindo que a pessoa fuja. Às vezes se diz que ele tem as mãos furadas na palma, e que sua maior diversão é jogar uma brasa para o alto para que esta atravesse os furos.
Há uma versão que diz que o Caipora é seu pai.
Os tupinambás tinham uma história afim, uma ave chamada Matita-perera, que com o tempo, passou a se chamar Saci-pererê, deixando de ser ave para se tornar um caboclinho preto e perneta, que aparecia aos viajantes perdidos nas matas.

### Cuca
Diz a lenda que cuca era uma velha feia com forma de jacaré, que rouba as crianças desobedientes.
A figura da Cuca tem afinidades funcionais com a do Bicho-papão e do Velho do saco, seres medonhos a quem alguns pais ameaçam entregar as crianças rebeldes.
É de origem portuguesa.

## Origem mista ou originais no Brasil

### Boto
Acredita-se que a lenda do boto tenha surgido na região amazônica. Ele é representado por um homem jovem, bonito e charmoso que encanta mulheres em bailes e festas.
Após a conquista, leva as jovens para a beira de um rio e as engravida. Antes de a madrugada chegar, ele mergulha nas águas do rio para transformar-se em um boto.
Esta lenda pode ser uma versão sobrevivente do Ipupiara original, que depois se transformou na Iara

### Rosa-Penumbrosa
Rosa-penumbrosa é uma lenda surgida no sertão cearense durante a Grande Seca de 1877. Dizem que Rosa foi uma mulher que perdeu toda a família em um momento onde a fome e a sede assolava o sertão nordestino. Ela, por não ter forças o suficiente para usar as mãos, cavou a cova com os dentes e enterrou os corpos. Em um momento de dor e fúria, blasfemou contra o divino e foi amaldiçoada. Desde então, seu corpo secou e seus olhos viraram poeira e ela foi condenada a vagar eternamente pelo sertão. Ela é vista sempre que o sertão está prestes a passar por novas dificuldades.

### Capelobo
Capelobo é um monstro com corpo de homem, focinho de anta ou de tamanduá e pés de girafa, que perambula durante as noites, em busca de algum alimento, lá pelas bandas do rio Xingu.
Adora comer as cabeças de cães e gatos recém-nascidos. Também adora beber o sangue de gente e de outros animais, rasgando-lhes a carótida.
Só pode ser morto com um tiro na região do umbigo. É uma espécie de lobisomem indígena.

### Iara
Relatada no Brasil desde o século XVI, a lenda da iara é parte da mitologia universal, sendo uma variante da figura da sereia.
No princípio, a Iara se chamava Ipupiara, um homem-peixe que levava pescadores para o fundo do rio, onde os devorava. No século XVIII ocorreu a mudança, e o Ipupiara se tornou a sedutora sereia Uiara ou Iara, que enfeitiça os pescadores com sua beleza e canto e os leva para o fundo das águas. Por vezes ela assume a forma humana completa e sai em busca de suas vítimas.

### Negrinho do Pastoreio
Negrinho do pastoreio é uma lenda afro-cristã de um menino escravo que é espancado pelo dono e largado nu, sangrando, em um formigueiro, por ter perdido um cavalo baio.
No dia seguinte, quando foi ver o estado de sua vítima, o estancieiro tomou um susto. O menino estava lá, mas de pé, com a pele lisa, sem nenhuma marca das chicotadas, nem fora comido pelas formigas. Ao lado dele, Nossa Senhora, e mais adiante o baio e os outros cavalos.
O estancieiro se jogou no chão pedindo perdão, mas o negrinho nada respondeu. Apenas beijou a mão da Santa, montou no baio e partiu com a tropilha.
Depois disso, tropeiros, mascates e carreteiros da região, todos davam notícia de ter visto passar uma tropilha de tordilhos, tocada por um negrinho montado em um cavalo baio. Então, muitos passaram a acender velas e rezar um Pai Nosso pela alma do supliciado.
Daí por diante, quando qualquer cristão perdia uma coisa, o que fosse, pedia-la ao Negrinho, que a campeava e achava, mas só entregava a quem acendesse uma vela, que ele levava para o altar de sua madrinha, a Virgem que o livrara do cativeiro.

### Pisadeira
Popular no interior de Minas Gerais e São Paulo, a pisadeira relata uma mulher com aparência assustadora, alta, magra, com dedos e unhas compridas, olhos vermelhos e arregalados, nariz comprido para baixo e queixo grande. Possui algumas vezes cabelos brancos desgranhados. 
De acordo com a lenda, a Pisadeira fica em telhados das casas observando a movimentação. Após o jantar, quando alguém vai dormir de barriga cheia, ela sai de seu esconderijo e pisa no peito da pessoa, e a paralisa. A vítima fica consciente e desesperada.

## Origem moderna

### ET de Varginha
Et de Varginha é um suposto extraterrestre que teria sido encontrado na cidade de Varginha, Minas Gerais, em 1996. De acordo com a lenda, ele teria sido levado até a Universidade Estadual de Campinas onde ficou no Instituto de Química, se alimentando exclusivamente de Danone de morango, até ser levado pelo Governo dos Estados Unidos.